# Zielony Chrystus
Zielony Chrystus lub Kalwaria bretońska, czyli Zielony Chrystus (fr. Le Christ vert, Le Christ vert ou Calvaire breton) – obraz olejny namalowany jesienią w 1889 przez francuskiego malarza Paula Gauguina podczas jego pobytu w Pont-Aven.

## Opis i interpretacja
Inspiracją do namalowania obrazu była dla Gauguina kalwaria w Nizon. Scena ukrzyżowania została umieszczona na opuszczonej plaży, prawdopodobnie wśród wydm koło Le Pouldu. U stóp krzyża siedzi samotna bretońska kobieta. Zarówno Chrystus, jak i kobieta umieszczeni zostali w niemal tych samych pozach, co zdaje się podkreślać związek między cierpieniem Chrystusa i cierpieniem kobiet naznaczonych piętnem “upadku pierwszych ludzi”, który to upadek stworzył potrzebę przebaczenia. Kobieta trzyma w ręku przedmiot, który, jak utrzymywano, przypomina powróz z portretu pani Roulin pędzla van Gogha; przy pomocy tego powrozu kobieta kołysze niewidoczną kołyską. Jeśli jest tak rzeczywiście, to obraz Gauguina mógłby być pierwszą próbą ukazania pełnego cyklu życia: narodzin, śmierci i odkupienia, który w tym wypadku prawdopodobnie odwołuje się równie dobrze do teozofii zapożyczonej z buddyzmu, jak i do tradycyjnych wierzeń celtyckich.
Są pewne oznaki wskazujące, iż Gauguin nie był do końca zadowolony z osiągniętego efektu. Figury na jego kalwarii są ujęte dość pobieżnie i można przypuszczać, iż artysta porzucił swe dzieło, ponieważ okazało się dla niego zbyt skomplikowane – najprawdopodobniej dlatego, że nie potrafił objaśnić religijnych wyobrażeń, które jego obraz miał ucieleśniać.
Obraz Zielony Chrystus pozostaje dziełem naznaczonym dwuznacznością podobnie jak Żółty Chrystus czy Wizja po kazaniu.